# You Are the Quarry
You Are the Quarry, ett musikalbum av Morrissey, släppt den 18 maj, 2004.
Detta är Morrisseys mest framgångsrika album, solo eller med The Smiths, med över 1 miljon exemplar sålda världen över.

## Låtlista
1. "America Is Not The World" (4:03)
2. "Irish Blood, English Heart" (2:37)
3. "I Have Forgiven Jesus" (3:41)
4. "Come Back To Camden" (4:14)
5. "I'm Not Sorry"  (4:41)
6. "The World Is Full Of Crashing Bores" (3:51)
7. "How Could Anybody Possibly Know How I Feel?" (3:25)
8. "First of the Gang to Die" (3:38)
9. "Let Me Kiss You" (3:30)
10. "All The Lazy Dykes" (3:31)
11. "I Like You" (4:11)
12. "You Know I Couldn't Last" (5:51)

## Alternativa versioner
Samtidigt som den vanliga versionen släpptes även en begränsad upplaga i digipack. Denna utgåva innehöll även en plansch (ungefär samma bild som albumomslaget) och en dvd med videon till "Irish Blood, English Heart".
Det finns även en utgåva med b-sidorna på en andra skiva.
1. "Don't Make Fun of Daddy’s Voice" (2:53)
2. "It's Hard to Walk Tall When You’re Small" (3:32)
3. "Teenage Dad on His Estate" (4:08)
4. "Munich Air Disaster 1958" (2:30)
5. "Friday Mourning" (4:08)
6. "The Never-Played Symphonies" (3:03)
7. "My Life Is a Succession of People Saying Goodbye" (2:55)
8. "I Am Two People" (3:55)
9. "Mexico" (4:06)